# Dejan Georgievski
Pour les articles homonymes, voir Georgievski.
Dejan Georgievski (en macédonien : Дејан Георгиевски) est un taekwondoïste macédonien né le 8 mai 1999 à Skopje. Il est élu porte-drapeau de la Macédoine du Nord aux Jeux olympiques d'été de 2020.

## Palmarès

### Jeux olympiques
- Médaille d'argent dans la catégorie des plus de 80 kg aux Jeux olympiques d'été de 2020 à Tokyo

### Jeux européens
- Médaille d'argent des plus de 87 kg aux Jeux européens de 2023 à Krynica-Zdrój.

### Jeux méditerranéens
- Médaille d'argent des plus de 80 kg aux Jeux méditerranéens de 2018 à Tarragone.
- Médaille de bronze des plus de 80 kg aux Jeux méditerranéens de 2022 à Oran.